# Benny Schnoor
Benny Schnoor (28 de dezembro de 1922 — 5 de setembro de 2003) foi um ciclista dinamarquês que representou o seu país nos Jogos Olímpicos de 1948, em Londres, onde terminou em quinto lugar competindo na prova de perseguição por equipes (4000 m).